# 瓦罐汤
瓦罐汤，又称砂钵汤、瓦罐煨汤，是流行于中国江西省南昌市地区的一种风味菜肴，赣菜著名菜品。

瓦罐汤的历史悠久，与凉拌粉搭配，是南昌常见的早餐，也是南昌人们最爱吃的早餐之一。

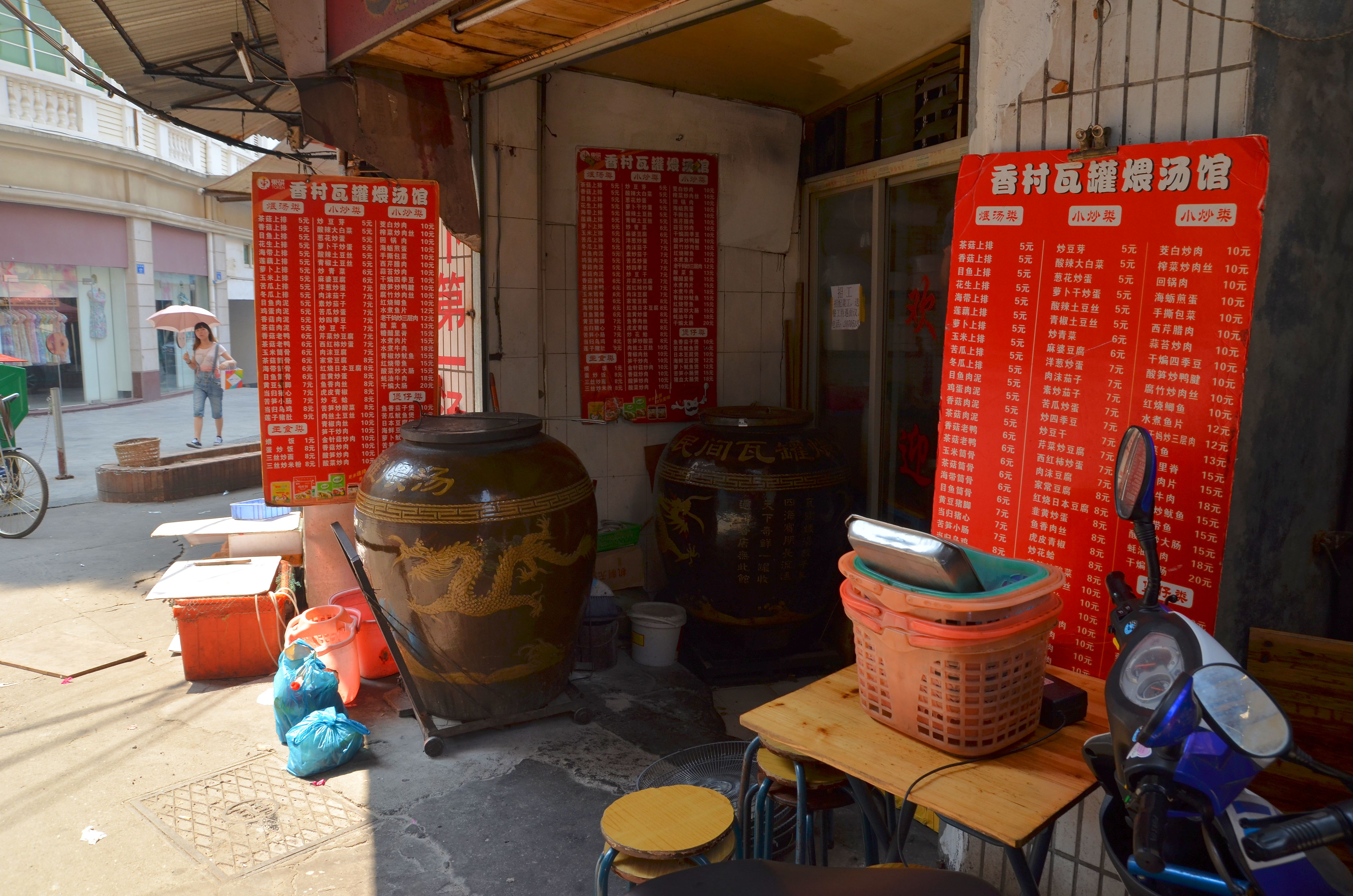
南昌瓦罐煨汤

## 做法

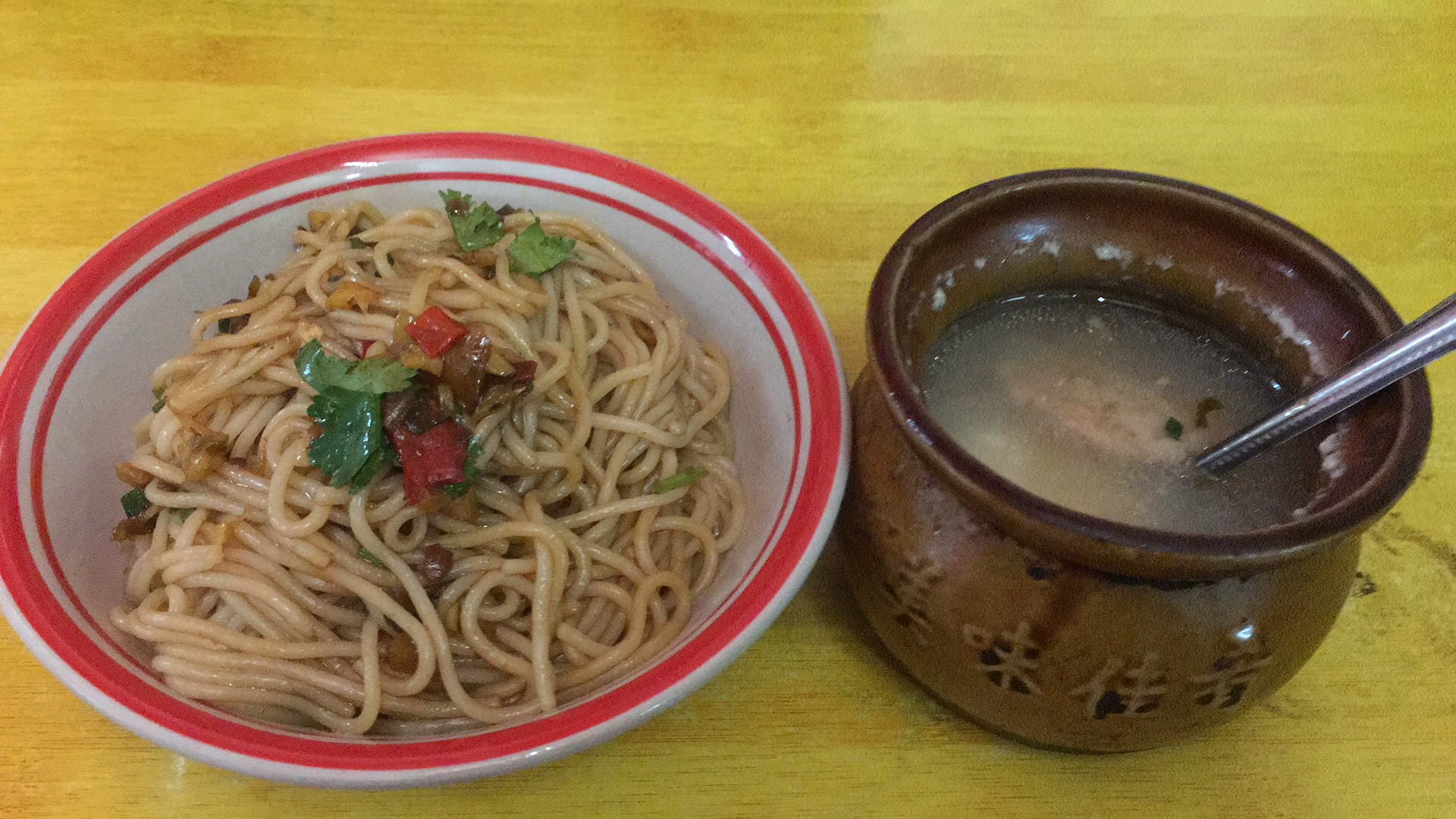
拌粉与瓦罐汤，南昌早餐常见的搭配

瓦罐汤是将装有食材的小瓦罐一层层地置于入一大型瓦罐内，再以木炭恒温制达六小时以上煨制。由于罐中用气的热量传递，避免了直接煲炖的火气，煨出的汤鲜香淳浓，滋补不上火。但是由于耗时长，配料多样，煨制温度要求高，这样其成本就会比较高。

## 由来
其一相传北宋嘉佑年间一洪州(今南昌)才子约友人郊游，至一美景之处，命仆人就地烹鱼煮鸡烧肉，玩至夕阳西下，众人仍意犹未尽相约明日再来。临走时，仆人将剩余鸡鱼肉及佐料放入瓦罐，加满清泉，盖压封严，塞进未熄的灰炉中用土封存，仅留一孔通气。次日，众人如期而至，仆人将掩埋的瓦罐搬出，才开瓦盖，已是香飘四溢，细品，味道绝佳！此后，众人外出游玩均如法炮制。不久被一掌柜得悉，引至饭庄，瓦罐煨汤自此扬名民间，成为赣菜一绝。曾有美食家赋诗赞曰：“民间煨汤上千年，四海宾客常留连。千年奇鲜一罐收，品得此汤金不换。”

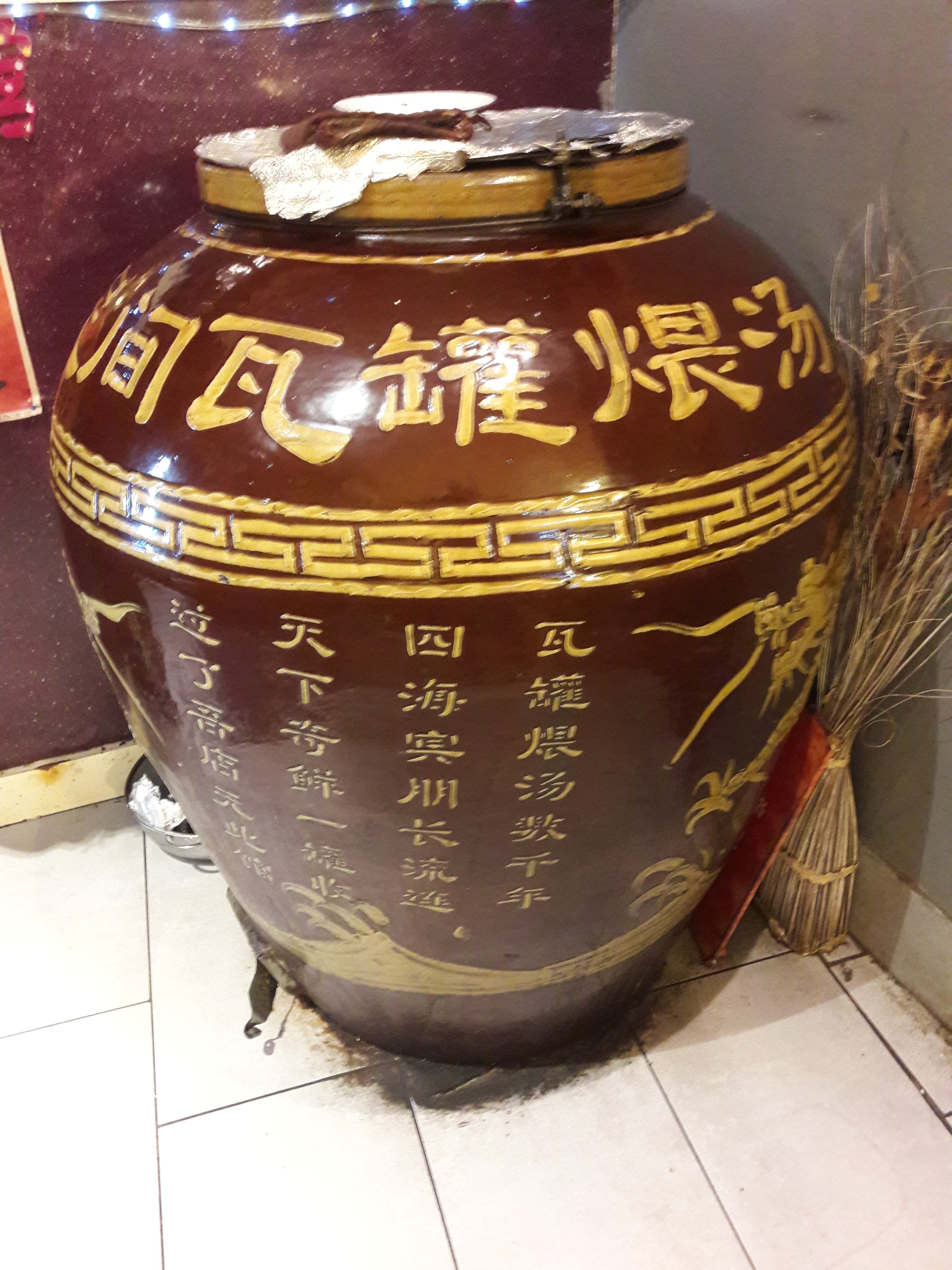
大瓦罐

另一种说法为相传明末崇祯三年，翰林大学士汤斌，时任灌州布政司，为官三年，两袖清风，三餐以瓦缸清汤为膳。常年在府前设大瓦缸，投以南瓜，豆腐等，小火煨之，施舍饥民。百姓感其高节义举，誉之为“三汤”。此“三汤”含其为政为官如瓦缸汤清，其人如黄莲汤苦，其入世则如人参汤补。汤斌离任后，百姓念其恩德，纷纷举瓦罐煨汤，遂成江西民间风景。随时日变迁，江西名厨采瓦缸架火煨汤之形，遍用五味三材，讲究食性、药理，九沸九变，文武双火交替，时疾时徐。灭腥去臊除膻，以存甘、酸、苦、辛、咸。达到甘而不甜，苦而不涩;咸而不浓，辛而不烈；淡而不薄，肥而不腻，讲究食性、药理。成就今日一方脍炙人口之民间瓦罐煨汤。
在《吕氏春秋·本味篇》记载了煨汤的真谛：‘凡味之本，水最为始，五味三材，九沸九变，则成至味’，几千年的历史记载和沉淀，使其独具特色。瓦罐煨汤，是赣菜的代表之一。

## 营养价值

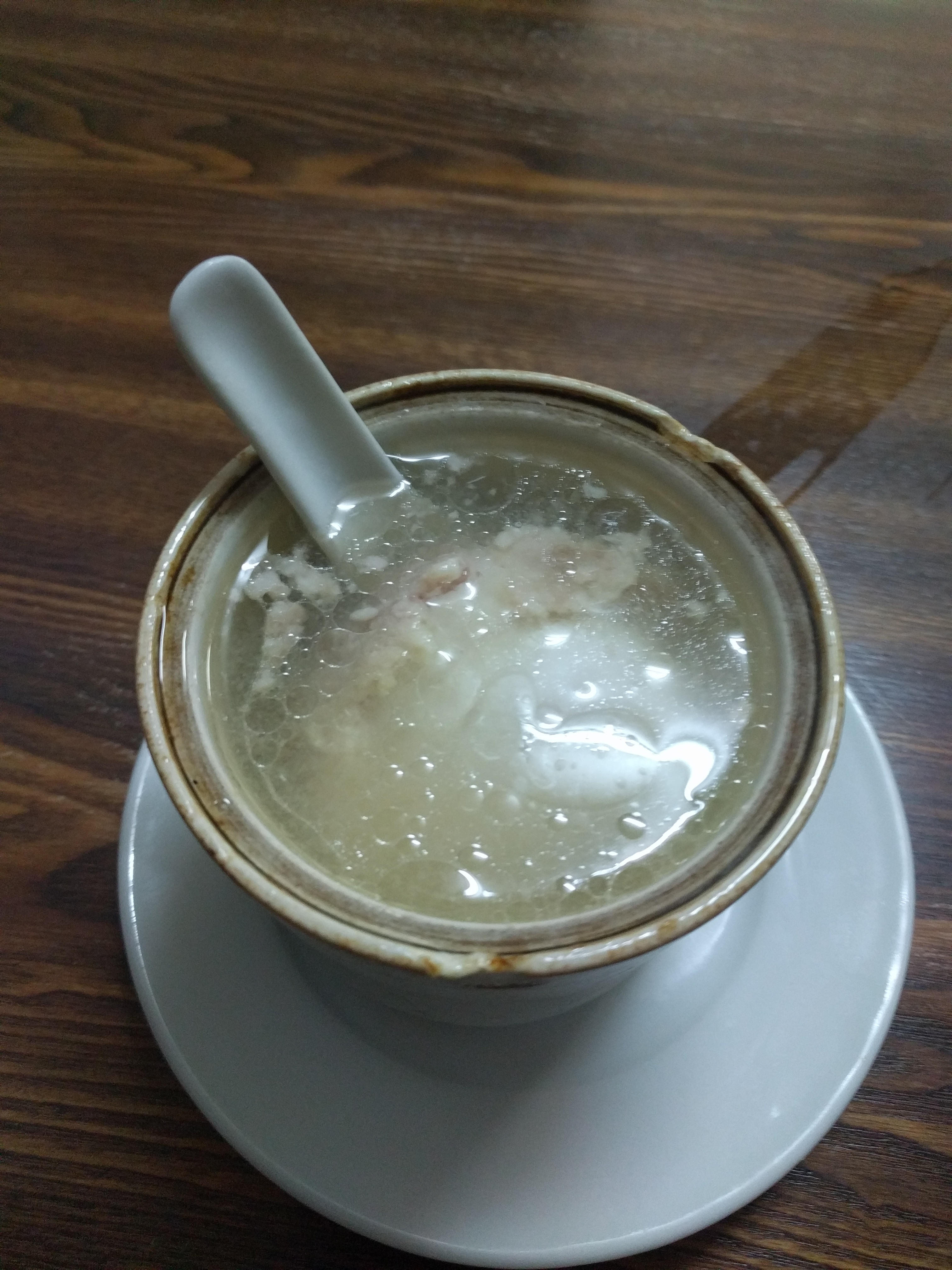
鸡蛋肉饼瓦罐汤

瓦罐汤的营养价值在于其内装的是哪种食材来决定，但由于是瓦罐加上大火，煨出来汤汁原汁原味所以有着补充营养、强体补虚、益智提神的作用。